# Spermacoce perijaensis
Spermacoce perijaensis är en måreväxtart som beskrevs av Julian Alfred Steyermark. Spermacoce perijaensis ingår i släktet Spermacoce och familjen måreväxter. Inga underarter finns listade i Catalogue of Life.